# John R. Allen
Den här artikeln är om generalen i amerikanska Marinkåren John R. Allen, för generalen i amerikanska flygvapnet se John R. Allen, Jr.
John R. Allen, född 15 december 1953 på Fort Belvoir i Virginia, är en före detta fyrstjärnig general i USA:s marinkår. Allen var befälhavare för International Security Assistance Force (ISAF) i Afghanistan  från 18 juli 2011, då han efterträdde David Petraeus till februari 2013. Han nominerades som NATO:s SACEUR efter James G. Stavridis med tänkt tillträde i början av 2013, men drog tillbaka sin kandidatur med hänvisning till familjeskäl.
I september 2014 utsåg USA Allen som "Special Presidential Envoy for the Global Coalition to Counter ISIL" (Islamic State of Iraq and the Levant).